# كأس العالم للغولف للسيدات

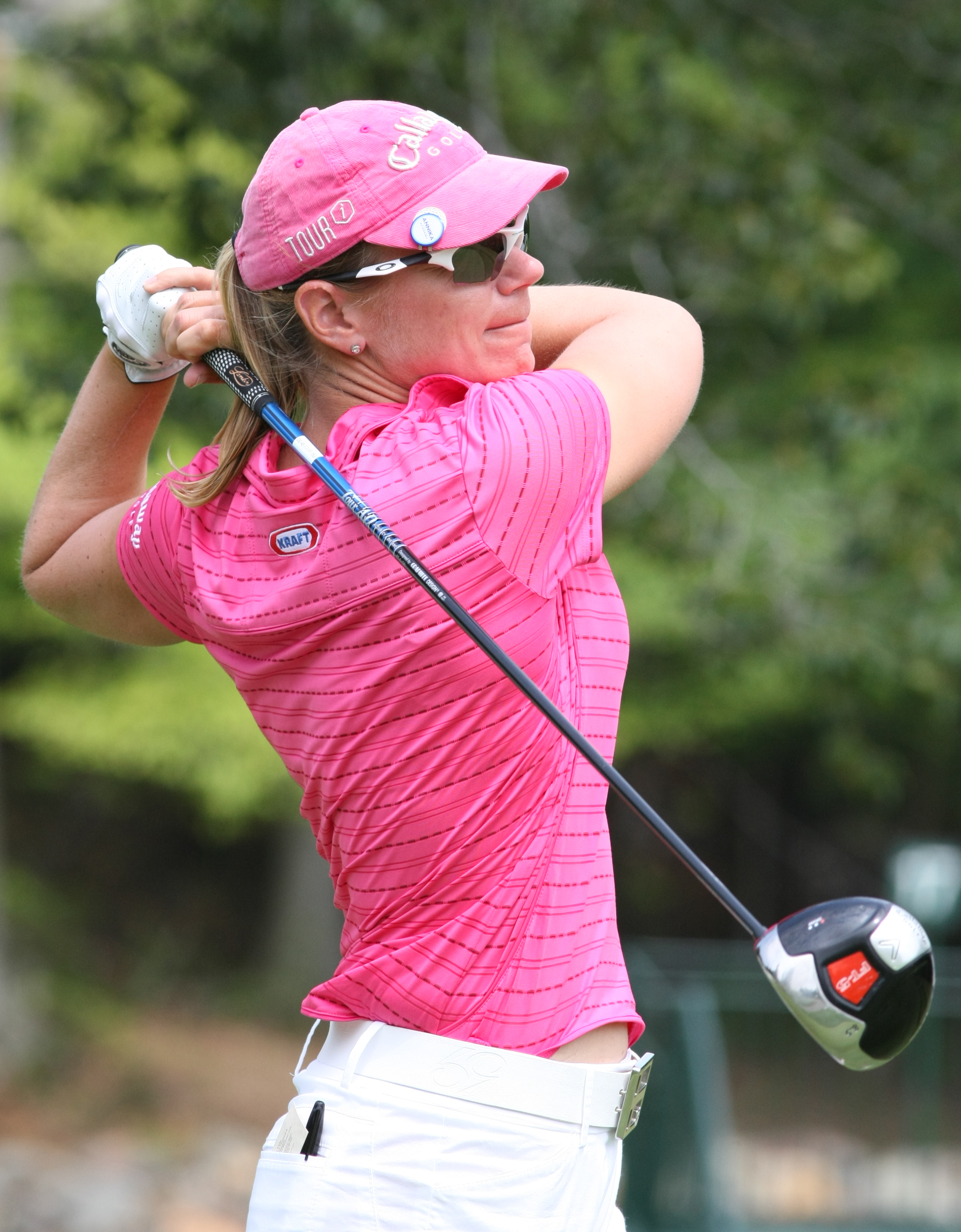
فازت أنيكا سورينستام باللقب مرة واحدة ممثلة السويد.

كأس العالم للسيدات للغولف، هي بطولة غولف احترافية، تتنافس فيها فرق مكونة من لاعبتين للغولف تمثلان بلديهما.
أقيمت البطولة في عدة أشكال، أولها في عام 1992م  بطولة كأس العالم للفرق صن رايز [الإنجليزية]، والتي أقيمت في تايوان، وفي عام 2000م في أدار مانور [الإنجليزية] في أيرلندا برعاية الجولة الأوروبية للسيدات [الإنجليزية] فقط. 
لُعبت لاحقًا سنويًا بين عامي 2005م و2008م في نادي غاري بلاير الريفي في جنوب إفريقيا، ووافقت رابطة لاعبات الغولف المحترفات عليها أيضًا، وهي أموال غير رسمية في كلتا الجولتين. بلغت قيمة الجائزة في السنة الأخيرة 1.4 مليون دولار أمريكي. يتكون الميدان من اثنين وعشرين فريقًا، ويمكن لكل دولة متأهلة أن تشارك بفريق واحد. أقيمت في شهر يناير أو فبراير، في بداية موسم الجولات الاحترافية المهيمنة في العالم. 
في عام 2014م، ساهمت بطولة التاج الدولي في نجاح هذا الحدث، وهي بطولة غولف جماعية للسيدات تضم فرقًا وطنية مكونة من أربع لاعبات.

## الفائزون
| العام                             | التاريخ                   | الجولة                                                                             | البلد                     | الفريق                           | الوصيف                                                 | المركز الثالث                                       | فردي                      |
| كأس العالم للغولف للسيدات         | كأس العالم للغولف للسيدات | كأس العالم للغولف للسيدات                                                          | كأس العالم للغولف للسيدات | كأس العالم للغولف للسيدات        | كأس العالم للغولف للسيدات                              | كأس العالم للغولف للسيدات                           | كأس العالم للغولف للسيدات |
| --------------------------------- | ------------------------- | ---------------------------------------------------------------------------------- | ------------------------- | -------------------------------- | ------------------------------------------------------ | --------------------------------------------------- | ------------------------- |
| 2008                              | يناير 18–20               | جولة السيدات الأوربية 2008 [لغات أخرى] ‏ رابطة لاعبات الجولف المحترفات [لغات أخرى] ‏ | الفلبين                   | جينيفر روزيلس & دوروثي ديليسين   | جياي تشن & ايون هي جي                                  | ميكي سايكي & شونوبو موروميزاتو ايمي هونغ & ين جي وي | غير متوفر                 |
| 2007                              | يناير19–21                | جولة السيدات الأوربية 2007 [لغات أخرى] ‏ رابطة لاعبات الغولف المحترفات [لغات أخرى] ‏ | باراغواي                  | جوليتا غرانادا & سيلست تروتشي    | بات هيرست & جولي انكستر                                | كيم يونغ & جياي شين                                 | غير متوفر                 |
| 2006                              | يناير 20–22               | جولة السيدات الأوربية 2006 [لغات أخرى] ‏ رابطة لاعبات الغولف المحترفات [لغات أخرى] ‏ | السويد                    | أنيكا سورينستام & ليزبلوت نيومان | كاتريونا ماثيو & جانيك موداي                           | بيكي بريورتون & بيكي مورغان                         | غير متوفر                 |
| 2005                              | فبراير 11–13              | جولة السيدات الأوربية 2005 [لغات أخرى] ‏ رابطة لاعبات الجولف المحترفات [لغات أخرى] ‏ | اليابان                   | آي ميزاتو & روي كيتادا           | جانغ جيونغ & بو بي سونغ جينيفر روزاليس & دورثي ديلاسين | —                                                   | غير متوفر                 |
| TSN كأس العالم للسيدات للغولف     |                           |                                                                                    |                           |                                  |                                                        |                                                     |                           |
| 2000                              | سبتمبر 15–17              | جولة السيدات الأوربية 2000                                                         | السويد                    | كارين كوش & سوفي غوستافسون       | لورا دييفيز & تريش جونسون                              | السون مونت & جين كرافتر                             | لورا ديفيز                |
| بطولة العالم للفرق في كأس صن رايز |                           |                                                                                    |                           |                                  |                                                        |                                                     |                           |
| 1992                              | أكتوبر16–18               | جولة السيدات الأوربية 1992                                                         | السويد                    | ليزيلوت نيومان & هيلين الفردسون  | تريش جونسون & لورا ديفيز                               | جين غيدز & مج مالون                                 | تريش جونسون ليزلوت نيومان |

## الأداء حسب الدولة 2005-2008م
| فريق             | البطل | الوصيف | المركز الثالث |
| ---------------- | ----- | ------ | ------------- |
| الفلبين          | 1     | 1      | 0             |
| اليابان          | 1     | 0      | 1             |
| باراغواي         | 1     | 0      | 0             |
| السويد           | 1     | 0      | 0             |
| كوريا الجنوبية   | 0     | 2      | 1             |
| إسكتلندا         | 0     | 1      | 0             |
| الولايات المتحدة | 0     | 1      | 0             |
| تايوان           | 0     | 0      | 1             |
| ويلز             | 0     | 0      | 1             |

## الفرق
تنافس في هذا الحدث 22 منتخبًا وطنيًا.  
| الدولة           | اللاعبات        | اللاعبات          |
| ---------------- | --------------- | ----------------- |
| أستراليا         | شاني واو        | راشيل هيثرينغتون  |
| البرازيل         | كاندي هانمان    | لوسيانا بيمفينوتي |
| كندا             | لوري كين        | أيه جيه إيثورن    |
| كولومبيا         | كريسنينا باينا  | ماريسا باينا      |
| إنجلترا          | لورا ديفيز      | كيرستي تايلور     |
| فنلندا           | مينيا بلومكفيست | ريكا هاكاراينن    |
| فرنسا            | كارين اشر       | غولاديس نوسيرا    |
| ألمانيا          | انجا مونكي      | ميريام ناجل       |
| إيطاليا          | فيرونيكا زورزي  | سيلفيا كافاليري   |
| اليابان          | اي ميازاتو      | ساكورا يكوميني    |
| كينيا            | روز ناليكا      | ماري كارانو       |
| كوريا الجنوبية   | سونغ بو باي     | مينا لي           |
| نيوزيلندا        | لين بروكي       | جينا سكوت         |
| الفلبين          | دوروثي ديلاسين  | ريا كويازون       |
| إسكتلندا         | كاترينا ماثيو   | جانيس مودي        |
| جنوب إفريقيا     | لوريت ماريتز    | سالي ليتلي        |
| جنوب إفريقيا     | كارين لو        | أشلي سيمون (a)    |
| إسبانيا          | باولا مارتي     | مارتا بريتو       |
| السويد           | أنيكا سورينستام | ليزلوت نيومان     |
| تايبيه الصينية   | ايمي هونغ       | يو بنغ لين        |
| الولايات المتحدة | باولا كريمر     | ناتالي جولبيس     |
| ويلز             | بيكي بريرتون    | بيكي مورغان       |

| الدولة           | اللاعبات          | اللاعبات           |
| ---------------- | ----------------- | ------------------ |
| أستراليا         | نيكي جاربت        | ليندسي رايت        |
| البرازيل         | كاندي هانيمان     | ماريا بريسيلا ايدا |
| الدنمارك         | إيبن تينينج       | كارين مارغريت غول  |
| إنجلترا          | لورا ديفيز        | تريش جونسون        |
| فنلندا           | ريكا هاكاراينن    | جيني كوسا          |
| فرنسا            | غولاديس نوسيرا    | ستيفاني أريكو      |
| ألمانيا          | أنيا مونكي        | دينيس سيمون        |
| جمهورية أيرلندا  | ريبيكا كوكلي      | هازل كافاناغ       |
| إيطاليا          | فيرونيكا زورزي    | جوليا سيرغاس       |
| اليابان          | شينوبو موروميزاتو | موموكو أويدا       |
| كينيا            | روز ناليكا        | جين نيوروجي (a)    |
| كوريا الجنوبية   | كيم يونغ          | جياي شين           |
| نيوزيلندا        | لين بروكي         | إليزابيث ماكينون   |
| النرويج          | سوزان بيترسون     | ماريان سكاربنورد   |
| باراغواي         | جوليتا غرانادا    | سيليست تروش        |
| إسكتلندا         | جانيس مودي        | مهيري مكاي         |
| جنوب إفريقيا     | أشلي سيمون        | لوريت ماريتز       |
| إسبانيا          | أنا سانشيز        | تانيا إلوسيغي      |
| السويد           | هيلين ألفريدسون   | كارين كوخ          |
| تايبيه الصينية   | ايمي هونغ         | يو بينغ لين        |
| الولايات المتحدة | جولي إنكستر       | بات هرست           |
| ويلز             | بيكي برويرتون     | بيكي مورغان        |

## روابط خارجية
- الموقع الرسمي
- TSN Ladies World Cup of Golf 2000 - Results, Golf Sweden, 17 September 2000
- LPGA official microsite

1. ↑  LET – رابطة أوروبا للاعبات الغولف المحترفات  [لغات أخرى]‏; LPGA – LPGA Tour